# Minthostachys glabrescens
Minthostachys glabrescens là một loài thực vật có hoa trong họ Hoa môi. Loài này được (Benth.) Epling mô tả khoa học đầu tiên năm 1936.